# Middagsfjall, Kunoy
Middagsfjall är ett berg på ön Kunoy i den norra delen av ögruppen Färöarna. Bergets högsta topp är 805 meter över havet, vilket gör Middagsfjall till Kunoys femte högsta, och ett av Färöarnas tio högsta berg. Toppen ligger nära öns mittpunkt.